# كنيسة الضهرية
قرية كنيسة الضهرية هي إحدى القرى التابعة لمركز إيتاي البارود في محافظة البحيرة في جمهورية مصر العربية. حسب إحصاءات سنة 2006، بلغ إجمالي السكان في كنيسة الضهرية 3331 نسمة، منهم 1733 رجل و1598 امرأة.

## التاريخ
قرية كنيسة الضهرية من القرى القديمة، حيث وردت باسم «كنيسة مبارك» في أعمال حوف رمسيس ضمن قرى الروك الصلاحي التي أحصاها ابن مماتي في كتاب قوانين الدواوين، كما وردت باسم «كنيسة مبارك» في أعمال البحيرة ضمن قرى الروك الناصري التي أحصاها ابن الجيعان في كتاب «التحفة السنية بأسماء البلاد المصرية». وفي العصر العثماني وردت باسم «كنيسة مبارك كنيسة الظاهرية» في التربيع العثماني الذي أجراه الوالي العثماني سليمان باشا الخادم في عصر السلطان العثماني سليمان القانوني ضمن قرى ولاية البحيرة، وفي تاريخ 1228هـ/1813م الذي عدّ قرى مصر بعد المسح الذي قام به محمد علي باشا باسم «كنيسة الضهرية» ضمن قرى مديرية البحيرة.